# Luna van't Ruytershof Z
Luna van't Ruytershof Z (née le 12 juin 2012), est une jument inscrite au registre généalogique Zangersheide et à la robe alezane, montée en saut d'obstacles par les cavaliers belges Elise van den Branden puis Nicola Philippaerts.

## Histoire
Luna van't Ruytershof Z naît le 12 juin 2012, à l'élevage Stal't Ruytershof Bvba en Belgique, via une technologie reproductive de transfert d'embryon. 
Repérée par Julien Mesnil, elle arrive aux écuries des Philippaerts en 2021, alors qu'elle saute 1,30 m,. Les quatre frères Philippaerts la veulent dans leur équipe. 
Elle connaît une grande progression sur les années 2021 et 2022, montée par Nicola Philippaerts.
Alors qu'elle restait peu connue, elle remporte son premier concours international de saut d'obstacles 5 étoiles (CSI5*) à Mexico en avril 2024 en terminant l'un des cinq parcours sans fautes. Le journaliste équestre Sebastien Roullier Varlamov prédit alors qu'« elle pourrait bien devenir une star du circuit mondial de saut d’obstacles ».

## Description

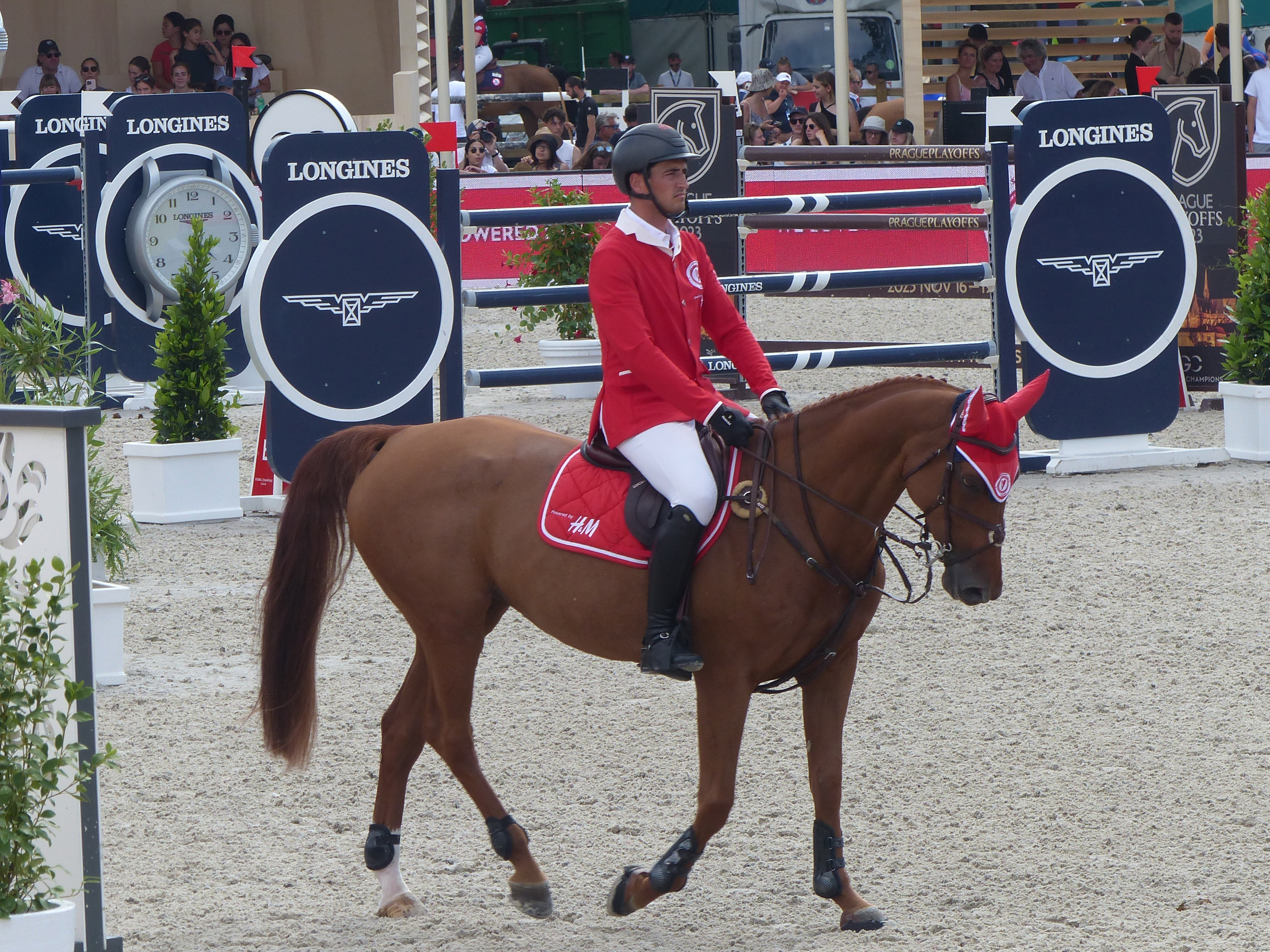
Luna van't Ruytershof Z montée par Nicola Philippaerts au Paris Eiffel Jumping de 2023.

Luna van't Ruytershof Z est une jument de robe alezane, inscrit au stud-book belge du Zangersheide,. Elle est d'assez petite taille pour sa discipline, et dispose de beaucoup de sang,. Nicola lui décrit un « cœur d'or ». Sa groom Tiffany Letallec la décrit comme une « petit bombe en piste ». C'est une jument respectueuse des obstacles et habituée aux parcours sans fautes. Elle est aussi très câline avec ses soigneurs.

## Palmarès
Elle est championne de Belgique de saut d'obstacles 2022 avec son cavalier Nicola Philippaerts, devant King van Essene et son cavalier Thibeau Spits.
- avril 2024 : vainqueur de deux épreuves de vitesse du CSI5* Global Champions Tour de Miami, à 1,50 m[8],[9] ; vainqueur du CSI5* de Mexico à 1,60 m[6]

## Origines
Ses origines sont allemandes, françaises et belges. C'est une fille de l'étalon Levisto Z, un Holsteiner né en Allemagne, sa mère  Inathina van't Ruytershof étant une jument née en Belgique, mais issue de l'étalon Hanovrien For Pleasure,,. 
Elle présente 41,02 % d'origines génétiques Pur-sang selon le site web Hippomundo.